# Tico Torres
Héctor Samuel Juan Torres (Nueva York, Estados Unidos, 7 de octubre de 1953), más conocido como Tico Torres, es un músico estadounidense, baterista de la banda de hard rock Bon Jovi. Sus padres, Emma y Héctor, emigraron de Cuba en 1948.

## Biografía
A pesar de empezar tocando la guitarra a los quince años vio claro que su verdadera vocación era la batería. Su primer grupo serio se llamaba The Hullabaloo y era de Nueva Jersey. Ya de joven era un músico con una gran facilidad para asimilar todos los estilos, de modo que pasó por un sinfín de grupos tocando de todo, desde jazz, rythm & blues, country o rock & roll. Como Richie Sambora, fue un destacado músico de estudio grabando su primer disco con un grupo llamado Loose Change y tocaría en directo para artistas tan reconocidos como Chuck Berry, The Marvelettes y Frankie & The Knockouts, grupo que dejó con un álbum a medias en cuanto su amigo Alec Jon Such lo llamó para formar parte en un grupo que por aquel entonces se llamaba John Bongiovi and the Wild Ones y que más tarde sería conocido como Bon Jovi.
Durante los años 80 y 90, Torres fue una pieza fundamental para consolidar el éxito mundial de la banda. Durante las giras se le podía encontrar frecuentemente haciendo bocetos, pero no fue sino hasta 1993 cuando decidió explorar el arte de la pintura como una segunda carrera, y una vez más, sin un entrenamiento formal, demostró su talento natural. Aparte de ser batería, también es pintor y piloto.

## Vida personal
Torres ha estado casado tres veces. De su primera mujer, Sharon, se separó al poco tiempo de entrar a formar parte de la banda. Contrajo matrimonio con Eva Herzigová en septiembre de 1996, pero el matrimonio fue un fracaso y a los dos años pidieron el divorcio. Actualmente, reside y está casado con la modelo venezolana María Alejandra Márquez Llorca con la que tuvo un hijo, Hector Alexander, en 2004
Tico Torres creó su propia marca llamada “Rock Star Baby” con una línea de ropa y accesorios para bebés. http://www.rockstarbaby.com